# Crawford (Nebraska)
Crawford és una població dels Estats Units a l'estat de Nebraska. Segons el cens del 2000 tenia 1.107 habitants.

## Demografia
Segons el cens del 2000, Crawford tenia 1.107 habitants, 473 habitatges, i 295 famílies. La densitat de població era de 374,9 habitants per km².
Dels 473 habitatges en un 27,9% hi vivien nens de menys de 18 anys, en un 48,6% hi vivien parelles casades, en un 9,9% dones solteres, i en un 37,6% no eren unitats familiars. En el 34,9% dels habitatges hi vivien persones soles el 20,9% de les quals corresponia a persones de 65 anys o més que vivien soles. El nombre mitjà de persones vivint en cada habitatge era de 2,26 i el nombre mitjà de persones que vivien en cada família era de 2,92.
Per edats la població es repartia de la següent manera: un 24,8% tenia menys de 18 anys, un 7,1% entre 18 i 24, un 21,8% entre 25 i 44, un 23,3% de 45 a 60 i un 22,9% 65 anys o més.
L'edat mediana era de 42 anys. Per cada 100 dones de 18 o més anys hi havia 75,2 homes.
La renda mediana per habitatge era de 28.095 $ i la renda mediana per família de 35.139 $. Els homes tenien una renda mediana de 26.250 $ mentre que les dones 19.000 $. La renda per capita de la població era de 14.891 $. Aproximadament el 9,7% de les famílies i el 15% de la població estaven per davall del llindar de pobresa.

## Poblacions més properes
El següent diagrama mostra les poblacions més properes.